# スターリング郡 (テキサス州)
スターリング郡（スターリングぐん、英: Sterling County）は、アメリカ合衆国テキサス州の西部、エドワーズ高原に位置する郡である。2010年国勢調査での人口は1,143人であり、2000年の1,393人から17.9%減少した。郡庁所在地はスターリングシティ市（人口888人）であり、同郡で人口最大かつ唯一の都市でもある。郡名は初期開拓者W・S・スターリングに因んで名付けられた。スターリング郡は州内に30ある禁酒郡（ドライ）の1つである。

## 歴史

### インディアン
スターリング郡となった地域の前史時代住人は、コマンチ族、リパン・アパッチ族、カイオワ族、キカプー族など平原インディアン部族だった。

### 初期の開拓
この地域は1842年のフィッシャー＝ミラー土地特許の一部だったが、開拓の動きは無かった。1800年から1860年の間には、毛皮交易業者、テキサス・レンジャー、アメリカ陸軍が地域を通過していた。南北戦争後、バッファローの群れが居なくなり、インディアンが追い出された後に開拓者が入ってくるようになった。1858年頃、対インディアン戦士でバッファロー狩猟者のW・S・スターリングが地域に入植した。その20年後、スターリングはアリゾナ州の連邦保安官になり、アパッチ砦近くでアパッチ族の襲撃に遭い殺された。スターリングが入植した時期と同じ頃に仲間のバッファロー狩猟者S・J・ワイリーも地域に入っていた。伝説に拠れば、1870年代にフランク・ジェイムズとジェシー・ジェイムズがスターリング・クリーク沿いに入り、馬を育て、バッファローを狩猟していた。1853年頃、テキサス・レンジャーの宿営地としてキャンプ・エリザベスが造られていた。1874年から1886年の間はコンチョ砦の接遇施設になっていた。広大な牧場やコロラドシティおよびフォートワースに向かう牛追いによって地域への入植が進んだ。1880年代までに農家が土地を巡って牧場主と争うようになっていた。ノースカロライナ州出身のジェイムズ・ジェファーソン・ラファイエット・グラスが1883年に地域に入り、スターリング兄弟のハーフ・サークルSという土地の契約を行った。グラスは後にレイシー・クリーク沿いを農地とした。
1845年のテキサス州憲法により土地を所有するときの原則が規定された。さらに1876年の憲法では、1家族に与える田園部の土地を200エーカー (0.8 km2) までとし、都市部は当時の評価で5,000ドルの価値のものまでと規定した。入植者はその土地を改良して自営のために使うこととされた。

### フェンス切り戦争
この地域は1883年と1886年から1887年に旱魃に見舞われた。1883年のときは地域内でフェンス切り戦争が起こり、後の時期にはハーフ・サークルS牧場を破産に追いやった。州内でのフェンス切り戦争は1883年から1888年まで約5年間続いた。農夫達がその土地をフェンスで仕切ったために、牧畜業者は牛に草を食ませることが難しくなっていた。大規模な土地所有者が公有地までフェンスを張って自分の資産に変えている場合もあった。旱魃で水と草が少なくなり、カウボーイ達はフェンスを切り始めた。新聞がフェンスを切った者達を非難し、土地所有者達は自警のために武装させた集団を雇った。ジョン・アイアランド州知事が特別会議を招集して、フェンス切りを止めるよう命じた。これに反応して州議会がフェンス切りと牧草への火付けを懲役を伴う犯罪に指定し、同時にフェンスに対する規制も作った。その法の執行は1888年まで暴力が関わる散発的な事件で効力を表さなかった。

### 郡の成立と成長
スターリング郡は1891年にトムグリーン郡の一部から設立され、組織化された。郡庁所在地の指定を巡ってはスターリングシティとカミンズの間に争いが起こった。この競争にスターリングシティが勝ち、カミンズの住人の大半はその年が終わるまでにスターリングシティに移住した。カミンズはゴーストタウンになった。1898年の郡民の投票で、郡全体が禁酒郡になり、アルコールの販売が禁止された。1890年ごろには羊の牧畜が始まった。1889年に綿花が栽培されるようになった。1895年にスターリングシティで最初のコットン・ジンが開設され、その後もいくつかが作られた。1900年までに、136エーカー (0.54 2) で綿花が栽培され、1910年には1,626エーカー (6.5 2) まで広げられた。しかし、郡内の土地は放牧により適していることが分かってきた。コットン・ジンは放棄され、1920年の綿花栽培面積は650エーカー (2.6 2) にまで減った。牧畜業は拡大を続けた。1920年代は短い好景気の時代であり、農場と牧場の数は1920年の131から1925年の176に増加した。1930年代の世界恐慌の時代は、スターリング郡の経済も下降した。1947年に郡内で石油が発見され、景気停滞から脱出した。1991年初期までに、累計の石油生産量は286,548,000 バーレル (45,557,500 m3) になった。

## 地理
アメリカ合衆国国勢調査局に拠れば、郡域全面積は923平方マイル (2,392 km2)であり、事実上すべて陸地である。

### 主要高規格道路
- アメリカ国道87号線
- テキサス州道158号線
- テキサス州道163号線

### 隣接する郡
- ミッチェル郡 - 北
- コーク郡 - 東
- トムグリーン郡 - 南
- リーガン郡 - 南west)
- グラスコック郡 - 西
- ハワード郡 - 北西

## 人口動態
以下は2000年の国勢調査による人口統計データである。
| 基礎データ - 人口: 1,393人 - 世帯数: 513 世帯 - 家族数: 385 家族 - 人口密度: 1人/km2（2人/mi2） - 住居数: 633軒 - 住居密度: 0軒/km2（1軒/mi2） 人種別人口構成 - 白人: 85.71% - アフリカン・アメリカン: 0.07% - ネイティブ・アメリカン: 0.29% - 太平洋諸島系: 0.07% - その他の人種: 11.84% - 混血: 2.01% - ヒスパニック・ラテン系: 31.01% 年齢別人口構成 - 18歳未満: 28.7% - 18-24歳: 6.1% - 25-44歳: 29.7% - 45-64歳: 20.8% - 65歳以上: 14.6% - 年齢の中央値: 38歳 - 性比（女性100人あたり男性の人口） - 総人口: 96.5 - 18歳以上: 95.9 | 世帯と家族（対世帯数） - 18歳未満の子供がいる: 36.8% - 結婚・同居している夫婦: 64.1% - 未婚・離婚・死別女性が世帯主: 7.0% - 非家族世帯: 24.8% - 単身世帯: 23.2% - 65歳以上の老人1人暮らし: 11.3% - 平均構成人数 - 世帯: 2.67人 - 家族: 3.15人 収入と家計 - 収入の中央値 - 世帯: 35,129米ドル - 家族: 37,813米ドル - 性別 - 男性: 28,1732米ドル - 女性: 19,615米ドル - 人口1人あたり収入: 16,972米ドル - 貧困線以下 - 対人口: 16.8% - 対家族数: 13.9% - 18歳未満: 23.3% - 65歳以上: 15.9% |

## 都市と町
- ブルーム
- スターリングシティ - 郡庁所在地